# MacArthur Park (chanson)
Pour l’article homonyme, voir MacArthur Park.
Singles de Richard Harris
Here in My Heart (Theme from This Sporting Life)
(1963) The Yard Went on Forever
(1968)
Singles de Donna Summer
Je t'aime... moi non plus
(1978) Heaven Knows
(1978)
MacArthur Park est une chanson écrite et composée par Jimmy Webb et originellement enregistrée par l'acteur irlandais Richard Harris.
Jimmy Webb a écrit cette chanson dans le cadre d'une cantate de 22 minutes qu'il a proposée au producteur Bones Howe pour le prochain album du groupe The Association (comme un titre qui occuperait une face complète du LP et pourrait ensuite être divisé en plusieurs singles). Howe a aimé la cantate et a aimé cette idée, mais le groupe l'a rejetée,.
La chanson est finalement enregistrée par l'acteur irlandais Richard Harris que Jimmy Webb va rencontrer lors d'une présentation anti-guerre au Coronet Theatre à Los Angeles. Il réalisera deux albums de Harris et cette chanson sera enregistrée pour le premier des deux, A Tramp Shining.
Cette chanson devint le premier single tiré de cet album. Elle est sortie en single au printemps 1968 et, à la surprise de Jimmy Webb, est devenue très populaire.
La version originale a atteint la 2e place aux Ètats-Unis (dans le Billboard Hot 100 pour la semaine du 22 juin) et la 4e place au Royaune-Uni (pour deux semaines, celles du 24 au 30 juillet et du 31 juillet au 6 août), mais c'est une autre version, celle de Donna Summer (realisée par Giorgio Moroder) qui sera numéro un aux États-Unis (pour trois semaines consecutives en novembre 1978),.

## Utilisations
Le morceau est cité dans l'épisode 4 de la saison 4 des Simpson, Lisa la reine de beauté.
En 1993, "Weird Al" Yankovic le détourne pour parodier le film Jurassic Park, accompagnant le morceau d'un clip vidéo réalisé en stop-motion.
La version de Robert Goulet apparait dans le film Once Upon a Time… in Hollywood (2019) de Quentin Tarantino.
La chanson est évoquée par Talbot Kidd, un des trois personnages principaux du roman Trio (2020) de William Boyd.
Deux versions de la chanson sont utilisées dans le film Beetlejuice Beetlejuice : celle de Richard Harris, lors de la scène de mariage dans l'église, et celle de Donna Summer.